# Poprava zastřelením

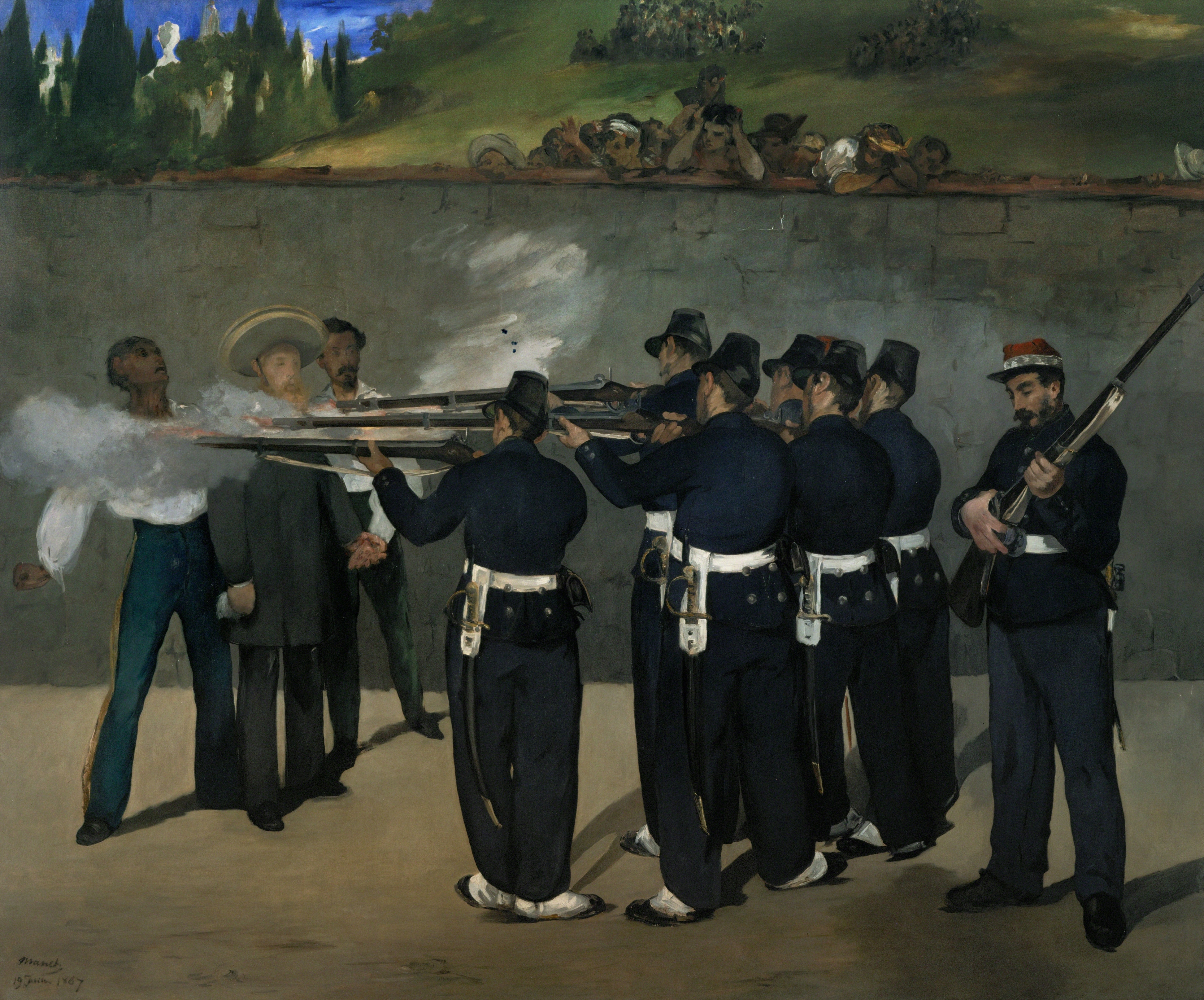
Édouard Manet: Poprava císaře Maxmiliána

Poprava zastřelením je rozšířená forma popravy; přesný průběh se v každé zemi liší. Příčina i rychlost smrti závisí na tom, kam je vězeň zasažen. Střely vpálené do hlavy (např. Čína) způsobí poměrně rychlou smrt v důsledku velkého poškození mozkových tkání, nicméně poškození méně důležitých orgánů může způsobit dlouhou agónii.

## Průběh popravy

### Čína
V Číně je odsouzenec donucen si kleknout. Jsou mu zavázány ruce za zády a je střelen zezadu do hlavy. V případě, že se jedná o veřejnou popravu, je někdy vězňovi silně utažen provaz kolem krku, aby nemohl křičet. Rodina popraveného obdrží úřední dopis, ve kterém je provaz, jímž byly ruce dotyčného při exekuci svázány, střela ze střelné zbraně použité při popravě a do třetice příkaz k úhradě nákladů exekuce (několik stovek jüanů).

### Spojené státy americké
Posledními dvěma státy ve Spojených státech amerických, kde je výkon trestu smrti zastřelením dosud používán nebo povolen, byly Utah a Oklahoma. V Oklahomě je trest smrti zastřelením povolen, jen když jsou jiné metody odmítnuty ze zvláštních důvodů; v Utahu mají právo zvolit si mezi smrtící injekcí nebo zastřelením jen ti, kteří byli odsouzení před rokem 2004, kdy byla možnost poprav zastřelením oficiálně zrušena. V reakci na zákaz dovozu smrtících chemikálií z Evropské unie byl však po roce 2011 v Utahu i některých dalších státech (např. Jižní Karolína) trest smrti zastřelením opět povolen jako záložní možnost pro případ nedostatku těchto látek.
Vězeň je přivázán k židli koženými řemeny. Židle je obklopena pytli s pískem pro zachycení odražených střel. Vězňovi je nasazena na hlavu černá kukla a na místo srdce je mu umístěn bílý látkový terč. Ve vzdálenosti šesti metrů (20 stop) stojí pět střelců. Jednomu z nich je podán místo ostrého náboje slepý, aby nebylo zřejmé, kdo je vlastně „vrahem“ (i kvůli výčitkám svědomí popravčích – každý ze střelců tak může doufat, že právě on nemá na smrti odsouzeného podíl). Všichni střelci zamíří a vystřelí. Příčin smrti může být více: roztržení srdce, srdečnice (aorty) nebo plic. Když ani jeden střelec nezasáhne srdce, umírá vězeň pomalu na vykrvácení.
Stává se, že někteří z členů popravčí čety vědomě nemíří na srdce odsouzence a nechávají jiné, aby vystřelili smrtící projektil. Při popravě Elisea Marese 10. září 1951 v Utahu (USA) zamířilo mimo terč dokonce všech pět střelců. Mares byl totiž mezi osazenstvem vězení velice oblíben, a tak ho nikdo z vykonavatelů nechtěl sám usmrtit. Jeho popularita se však nakonec obrátila proti němu – popravčí četa i svědci už mohli jen sledovat, jak postupně vykrvácel.